# Ernesto Bono
Ernesto Bono (Ome, 25 de abril de 1936-Ome, 31 de mayo de 2018) fue un ciclista italiano, profesional entre 1959 y 1964 cuyo mayor éxito deportivo lo logró en 1962 al lograr una victoria de etapa en la Vuelta a España.

## Carrera
Bono ganó en 1958, la categoría amateur, el campeonato italiano en la pista de seguimiento tanto individual como de equipo.
En 1960 fue noveno en la clasificación final del Giro de Italia . Gracias a este resultado se incluyó en el nacional y participó en el Tour de Francia , pero no obtuvo un resultado similar.
Su mejor año fue 1961, cuando ganó el Trofeo Cougnet conquista de tres rondas de la competición, pero los resultados más significativos que obtuvo en 1962 y 1963, respectivamente, cuando ganó una etapa en la Vuelta a España y una en el Tour de nosotros , en el que terminó en quinto lugar en la general.

## Palmarés
| 1959 - Trofeo Boldini (junto a Fiorenzo Tomasen) 1960 - G. P. Industria de Quarrata - Pistoia 1961 - Maggiora - 1 etapa en la Vuelta a Suiza | 1962 - 1 etapa en la Vuelta a España 1963 - 1 etapa en la Vuelta a Suiza |